# Maria Beatrice Alonzi

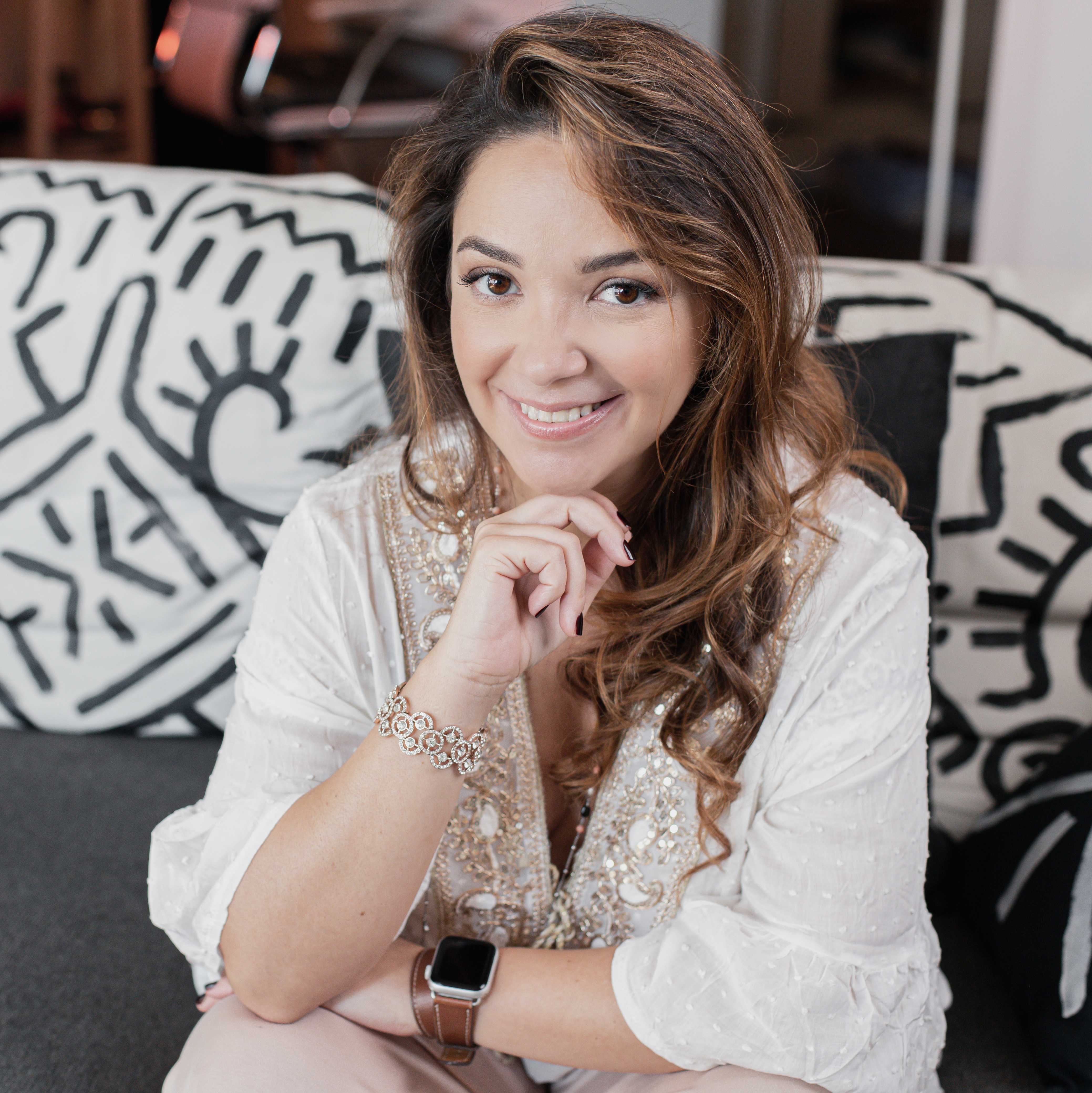
Maria Beatrice Alonzi

Maria Beatrice Alonzi (...) è una scrittrice italiana.

## Biografia

### Formazione e attivismo
Si laurea in Scienze Umanistiche all'Università Statale di Milano, consegue un master in Tecniche e Metodi di Analisi Comportamentale e Analisi Scientifica del Comportamento non-verbale; ha collaborato come speaker per Tedx. Ha lavorato come attrice teatrale a Roma con gli spettacoli di improvvisazione Teatro ef*ga, ha fondato ed è presidente dell'associazione culturale Stabile di Roma.

## Opere

### Saggi e romanzi
È nota soprattutto come scrittrice: nel 2019 pubblica Il Libricino della Felicità che diventa in poco tempo un bestseller, pubblica poi due anni dopo con l'editore Vallardi Non voglio più piacere a tutti - Trova il coraggio di amare chi sei e vivere la vita che vuoi. Nel 2023 pubblica il suo primo romanzo Noi, parola di tre lettere  (Salani editore) e successivamente per Sperling & Kupfer Tu non sei i tuoi genitori: Libera il tuo cuore dalle scelte di chi ti ha rovinato la vita, anche se non voleva. Sempre per lo stesso editore nel 2024 esce Perché finisce. Impara ad amare e a lasciarti amare.